# Gymnophora talea
Gymnophora talea är en tvåvingeart som beskrevs av Brown 1987. Gymnophora talea ingår i släktet Gymnophora och familjen puckelflugor.
Artens utbredningsområde är Kalifornien. Inga underarter finns listade i Catalogue of Life.